# Trzemeska Góra
Trzemeska Góra (403 m n.p.m.), zwana także przez miejscowych Karwodrzą – masyw górski na Pogórzu Ciężkowickim, na południowy zachód od wsi Szynwałd.
Na stoku Trzemeskiej Góry położona jest wieś Trzemesna. Okolice szczytu pokryte są lasem mieszanym, z przeważającym udziałem buku i jodły. Obok lasu występują duże obszary pól uprawnych, zapewniających rozległe panoramy Pogórza Ciężkowickiego i Rożnowskiego.
Przez Trzemeską Górę przebiega pieszy szlak turystyczny:
- Tarnów – Góra Świętego Marcina – Trzemeska Góra – Tuchów[1],

stanowiący część dłuższego szlaku turystycznego, wiodącego w Gorce, Pieniny i Beskid Sądecki, kończącego się na szczycie Wielkiego Rogacza.